# 地獄犬的輓歌 -最終幻想VII-
《地獄犬的輓歌 -最終幻想VII-》是日本史克威爾艾尼克斯在PlayStation 2平台上推出的第三人稱射擊遊戲，於2006年1月26日公開發售。
《地獄犬的輓歌 -最終幻想VII-》為「最終幻想VII補完計劃」的一部分。

## 故事
《地獄犬的輓歌 -最終幻想VII-》發生於《最終幻想VII》之後三年（《最终幻想VII 降臨之子》後一年），突然出現了一個神秘集團攻擊城鎮的居民，他們名叫「深層禁地神羅戰士」（Deepground SOLDIER）。文森特似乎跟這一連串的事件有所牽連，但是原因卻是不明。

## 特點
《地獄犬的輓歌 -最終幻想VII-》是第三人稱射擊遊戲，主角文森特在遊戲會使用許多種鎗，根據狀況來活用不同的武器。鎗類大致可分為3種，首先是可以快速行動以攻擊中距離敵人的手鎗，其次是對付近距離敵人相當有效的機關鎗，再者是可以在神不知鬼不覺得狀態下攻擊遠方敵人的來福鎗。
遊戲中除了有不同種類的鎗具之外，文森特可以針對各部位零件進行改造組裝以提升能力。鎗具可以自由改造的部位有5個，分別是鎗管、鎗托、瞄準器、彈藥以及其他輔助配備。鎗具一開始的基本型是手鎗，但是經過調整改造之後，移動速度、攻擊力以及射程等都會受到改變，極大的自由度讓文森特能夠隨心所欲地改造為原創的鎗具。

## 登場人物
文森特·瓦倫泰（Vincent Valentine，聲優：鈴木省吾）
前神羅總務部調查課塔克斯（Turks）成員。被神羅瘋狂科學家寶條（Hojo）經過肉體改造，沉睡在神羅宅第30年左右（其間在《CCFFVII》中主角札克斯·菲爾在大宅地下室尋找鎖匙時看到他正在沉睡），3年前與克勞德（Cloud）一同拯救星球。
本作中，在里維（Reeve）的招待之下，參加卡姆市（Kalm）的復興祭，卻遇到了DG神羅戰士的襲擊。其不明的過去將逐步揭開。
尤菲·如月（Yuffie Kisaragi，聲優：嘉數由美）
五臺城城主的女兒，3年前接近克勞德等人，以偷取魔晶石為主的忍者。這次則離開故鄉，以其身份來協助里維的組織，故事中也時常在文森特危險時出手相救。
希德·海溫德（Cid Highwind，聲優：山路和弘）
搭乘著冠上其妻名的雪菈號（Sherra；）的船長，是個冒險心旺盛又熱情洋溢，喜愛著天空的浪漫家。現在為WRO的成員之一，為WRO飛空艇師團的隊長。
里維（Reeve，聲優：銀河萬丈）
一直以機器，凱特·西（Cait Sith）的身分在《最終幻想VII》本傳中幫助克勞德一行人。神羅公司瓦解後，成立世界再生機構（WRO），為該機構的局長，幫助星球的再生。
露克蕾西亞·克蕾聖特（Lucrecia Crescent，聲優：夏樹莉緒）
神羅的研究員。與寶條、賈斯特等人一起合作，研究古代落下的生命體－傑諾瓦。後來成為實驗的一部分，在傑諾瓦計畫中生下了賽菲羅斯。為文森特喜歡的人。
夏露雅·路伊（Shalua Rui，聲優：折笠富美子）
WRO技術部的天才科學家。加入WRO以前，與神羅戰鬥過，失去了左腕而裝上了義手，就連內臟也是由人工打造的。
克勞德·史特萊夫（Cloud Strife，聲優：櫻井孝宏）
3年前，文森特與他及其他夥伴共同拯救星球。大戰後在鄰近米卡爾的邊緣城經營快遞服務。在邊緣城遭到DG傭兵襲擊時動向不明。
蒂法·洛克哈特（Tifa Lockhart，聲優：伊藤步）
3年前的大戰後，在邊緣城重新開幕了酒吧“第七天堂”。在邊緣城遭到DG傭兵襲擊時動向不明。
巴雷特·華勒斯（Barett Wallace，聲優：小林正寬）
3年前與克勞德等人一起行動的同伴之一。大戰後在找尋能夠替代魔晄的新能源。動向不明。

### 深層禁地
魏斯（Weiss/Vice，聲優：中田譲治）
極色組裡最強的戰士，稱號「純白帝王魏斯（Weiss the Immaculate）」，除了出任務和訓練的時候，被長期用帶電的鎖鏈鎖在座位上。Restrictors（深層禁地的領導）還把晶片植入他體內，如果他們死了，就會在魏斯的體內放出病毒，使他在三天死去。被寶條奪取了身體，後來被弟弟尼祿用黑暗使寶條的控制減弱，當弟弟求魏斯和他一起，不要再分開的時候，滿足了他的願望。
虐待狂，可召喚不同武器，如劍槍、槍砲、巨鉗，對敵人進行凌遲。
他的速度非常快，主武器是兩把稱為「天」和「地」的劍槍。他也是奧米加的宿主。
「Weiss」在德文裡是白色之意。
尼祿（Nero，聲優：置鮎龍太郎）
極色組成員之一。稱號「漆黑黑暗尼祿（Nero the Sable）」。根據（只在日本發行）的地獄犬輓歌網上遊戲，和哥哥魏斯般，被Restrictors長期用帶電的鎖鏈鎖在柱上，玩家能看到他痛苦中叫了聲哥哥。他也是在深層禁地裡進行的G計劃的實驗品（因此有傑尼希斯的細胞），但哥哥的實驗是用純粹的魔晄（為了使他能成為奧米加的容器），尼祿則是用停滯的生命之流（負能量），因此尼祿成了黑暗的容器，一出生時他的黑暗就把他的母親吞噬掉。
受虐狂，被砍殺會有痛苦與興奮，兩種極端情緒反應。
阿祖爾（Azul，聲優：玄田哲章）
極色組成員之一。稱號「蒼藍阿祖爾（Azul the Cerulean）」。
羅瑟（Rosso，聲優：田中敦子）
極色組成員之一。稱號「朱紅羅瑟（Rosso the Crimson）」。

## 用語
深層禁地神羅戰士（Deepground SOLDIER）
通稱DG神羅戰士、DGS（Deepground SOLDIER的略寫）。
極色組（Tsviet）
集結深層禁地裡最強戰士的組織，登場全員皆有傑尼希斯的細胞

## 外部連結
- 《地獄犬的輓歌 -最終幻想VII-》官方網站（页面存档备份，存于）